# Robert Renwick
Robert (Robbie) Renwick (Abu Dhabi (Verenigde Arabische Emiraten), 21 juli 1988) is een Britse zwemmer. Hij vertegenwoordigde zijn vaderland op de Olympische Zomerspelen 2008 in Peking, op de Olympische Zomerspelen 2012 in Londen en op de Olympische Zomerspelen 2016 in Rio de Janeiro.

## Zwemcarrière
Renwick maakte zijn internationale debuut, namens Schotland, op de Gemenebestspelen 2006 in Melbourne. Op dit toernooi eindigde hij als zevende op de 400 meter vrije slag en strandde hij in de series van de 200 meter vrije slag, samen met David Carry, Euan Dale en Andrew Hunter sleepte hij de zilveren medaille in de wacht op de 4x200 meter vrije slag en op de 4x100 meter vrije slag eindigde hij samen met Craig Houston, Todd Cooper en David Carry op de vijfde plaats. Tijdens de Europese kampioenschappen zwemmen 2006 in Boedapest werd de Brit uitgeschakeld in de series van de 200 en de 400 meter vrije slag. Samen met Euan Dale, Andrew Hunter en Ross Davenport zwom hij in de series van de 4x200 meter vrije slag, in de finale legden Hunter en Davenport samen met David Carry en Simon Burnett beslag op de zilveren medaille.
Op de wereldkampioenschappen zwemmen 2007 in Melbourne strandde Renwick in de series van de 400 meter vrije slag, op de 4x200 meter vrije slag eindigde hij samen met David Carry, Simon Burnett en Ross Davenport op de vierde plaats.
In Manchester nam de Brit deel aan de wereldkampioenschappen kortebaanzwemmen 2008, op dit toernooi sleepte hij de bronzen medaille in de wacht op de 400 meter vrije slag en veroverde hij samen met David Carry, Andrew Hunter en Ross Davenport de zilveren medaille op de 4x200 meter vrije slag. Tijdens de Olympische Zomerspelen van 2008 in Peking eindigde Renwick als achtste op de 200 meter vrije slag, op de 4x200 meter vrije slag eindigde hij samen met David Carry, Andrew Hunter en Ross Davenport op de zesde plaats. Op de Europese kampioenschappen kortebaanzwemmen 2008 in Rijeka werd de Brit uitgeschakeld in de series van de 100, 200 en de 400 meter vrije slag.

### 2009-2012
In Rome nam Renwick deel aan de wereldkampioenschappen zwemmen 2009. Op dit toernooi strandde hij in de series van de 400 meter vrije slag, samen met Robert Bale, David Carry en Ross Davenport eindigde hij als zevende op de 4x200 meter vrije slag.
Op de Europese kampioenschappen zwemmen 2010 in Boedapest eindigde de Brit als vijfde op de 200 meter vrije slag en als zesde op de 400 meter vrije slag, op de 4x200 meter vrije slag eindigde hij samen met Ross Davenport, David Carry en Robert Bale op de vierde plaats. Samen met Simon Burnett, Grant Turner en Ross Davenport zwom hij in de series van de 4x100 meter vrije slag, in de finale eindigden Burnett, Turner en Davenport samen met Liam Tancock op de achtste plaats. Tijdens de Gemenebestspelen 2010 in Delhi veroverde Renwick, namens Schotland, de gouden medaille op de 200 meter vrije slag, op de 400 meter eindigde hij op de zesde plaats. Op de 4x200 meter vrije slag legde hij samen met Andrew Hunter, David Carry en Jak Scott beslag op de zilveren medaille.
In Shanghai nam de Brit deel aan de wereldkampioenschappen zwemmen 2011, op dit toernooi strandde hij in de halve finales van de 200 meter vrije slag en in de series van de 400 meter vrije slag. Samen met Ross Davenport, David Carry en Jak Scott eindigde hij als zesde op de 4x200 meter vrije slag.
Tijdens de Olympische Zomerspelen van 2012 in Londen zwom Renwick naar de zesde plaats op de 200 meter vrije slag, op de 400 meter vrije slag werd hij uitgeschakeld in de series. Samen met Ieuan Lloyd, Robert Bale en Ross Davenport eindigde Renwick op de zesde plaats in de finale van de 4x200 meter vrije slag.

### 2013-2016
Op de wereldkampioenschappen zwemmen 2013 in Barcelona eindigde de Brit als zesde op de 200 meter vrije slag, op de 400 meter vrije slag strandde hij in de series. Op de 4x200 meter vrije slag eindigde hij samen met James Guy, Jak Scott en Josh Walsh op de achtste plaats.
Tijdens de Gemenebestspelen 2014 in Glasgow eindigde Renwick, namens Schotland, als vijfde op de 200 meter vrije slag en als zevende op de 400 meter vrije slag. Samen met Daniel Wallace, Stephen Milne en Duncan Scott sleepte hij de zilveren medaille in de wacht op de 4x200 meter vrije slag. Op de 4x100 meter vrije slag eindigde hij samen met Richard Schafers, Kieran McGuckin en Duncan Scott op de vierde plaats. Samen met Ryan Bennett, Ross Murdoch en Cameron Brodie eindigde hij als zevende op de 4x100 meter wisselslag.
In Kazan nam de Brit deel aan de wereldkampioenschappen zwemmen 2015. Op dit toernooi veroverde hij samen met Daniel Wallace, Calum Jarvis en James Guy de wereldtitel op de 4x200 meter vrije slag. Op de 4x100 meter vrije slag werd hij samen met Calum Jarvis, Benjamin Proud en Duncan Scott uitgeschakeld in de series.
Op de Europese kampioenschappen zwemmen 2016 in Londen strandde Renwick in de series van de 200 meter vrije slag. Samen met James Guy, Stephen Milne en Duncan Scott eindigde hij als zesde op de 4x200 meter vrije slag. Op de 4x100 meter vrije slag eindigde hij samen met Duncan Scott, Ieuan Lloyd en Benjamin Proud op de zevende plaats. Samen met Chris Walker-Hebborn, Ross Murdoch en Duncan Scott zwom hij in de series van de 4x100 meter wisselslag, in de finale werden Walker-Hebborn en Scott samen met Adam Peaty en James Guy Europees kampioen. Voor zijn inspanningen in de series ontving Renwick eveneens de gouden medaille. Tijdens de Olympische Zomerspelen van 2016 in Rio de Janeiro zwom de Brit samen met Stephen Milne, Daniel Wallace en Duncan Scott in de series van de 4x200 meter vrije slag, in de finale sleepten Milne, Scott en Wallace samen met James Guy de zilveren medaille in de wacht. Voor zijn aandeel in de series werd Renwick beloond met de zilveren medaille.

## Internationale toernooien
| Jaar | Olympische Spelen                                           | WK langebaan                                                 | WK kortebaan | EK langebaan | EK kortebaan                                                | Gemenebestspelen                                                                                          |
| ---- | ----------------------------------------------------------- | ------------------------------------------------------------ | --- | --- | ----------------------------------------------------------- | --- |
| 2006 |                                                             |                                                              | geen deelname | 19e 200m vrije slag · 20e 400m vrije slag · 4x200m vrije slag · Renwick zwom enkel de series                         | geen deelname                                               | 14e 200m vrije slag · 7e 400m vrije slag · 5e 4x100m vrije slag · 4x200m vrije slag                       |
| 2007 |                                                             | 14e 400m vrije slag 4e 4x200m vrije slag                     | | | geen deelname                                               | |
| 2008 | 8e 200m vrije slag 6e 4x200m vrije slag                     |                                                              | 400m vrije slag · 4x200m vrije slag                                                                                          | geen deelname | 63e 100m vrije slag 25e 200m vrije slag 23e 400m vrije slag | |
| 2009 |                                                             | 14e 400m vrije slag 7e 4x200m vrije slag                     | | | geen deelname                                               | |
| 2010 |                                                             |                                                              | geen deelname | 5e 200m vrije slag 6e 400m vrije slag 8e 4x100m vrije slag Renwick zwom enkel de series 4e 4x200m vrije slag         | geen deelname                                               | 200m vrije slag · 6e 400m vrije slag · 4x200m vrije slag                                                  |
| 2011 |                                                             | 12e 200m vrije slag 18e 400m vrije slag 6e 4x200m vrije slag | | | geen deelname                                               | |
| 2012 | 6e 200m vrije slag 11e 400m vrije slag 6e 4x200m vrije slag |                                                              | 28e 200m vrije slag 30e 400m vrije slag 41e 400m vrije slag 11e 4x100m wisselslag 7e 4x200m vrije slag 10e 4x100m vrije slag | 8e 200m vrije slag 4e 400m vrije slag                                                                                |                                                             | |
| 2013 |                                                             | 6e 200m vrije slag 9e 400m vrije slag 8e 4x200m vrije slag   | | | geen deelname                                               | |
| 2014 |                                                             |                                                              | geen deelname | geen deelname |                                                             | 5e 200m vrije slag · 7e 400m vrije slag · 4e 4x100m vrije slag · 4x200m vrije slag · 7e 4x100m wisselslag |
| 2015 |                                                             | 10e 4x100m vrije slag · 4x200m vrije slag                    | | | geen deelname                                               | |
| 2016 | 4x200m vrije slag · Renwick zwom enkel de series            |                                                              | 6-11 december | 20e 200m vrije slag · 7e 4x100m vrije slag · 6e 4x200m vrije slag · 4x100m wisselslag · Renwick zwom enkel de series |                                                             | |

## Persoonlijke records
Bijgewerkt tot en met 30 augustus 2013
Kortebaan
| Afstand         | Tijd    | Datum            | Plaats     |
| --------------- | ------- | ---------------- | ---------- |
| 100m vrije slag | 49,10   | 8 januari 2011   | Glasgow    |
| 200m vrije slag | 1.43,46 | 14 november 2009 | Sheffield  |
| 400m vrije slag | 3.40,22 | 11 april 2008    | Manchester |

Langebaan
| Afstand         | Tijd    | Datum        | Plaats    |
| --------------- | ------- | ------------ | --------- |
| 100m vrije slag | 49,17   | 30 juni 2013 | Sheffield |
| 200m vrije slag | 1.45,99 | 31 juli 2009 | Rome      |
| 400m vrije slag | 3.46,73 | 3 maart 2012 | Londen    |